# Луис Карол
Чарлс Латуидж Доджсън (на английски: Charles Lutwidge Dodgson), по-известен с псевдонима си Луис Карол (на английски: Lewis Carroll), е британски писател, философ, математик, логик и фотограф. Променил е името си, защото с него е подписвал научните си трудове по геометрия, алгебра и логика като преподавател по математика в Оксфорд, а е искал да се представя като детски автор. Освен това леко заеквал и трудно е успявал да се представи с рожденото си име. 
Неговите най-известни произведения са „Алиса в Страната на чудесата“ (1865) и „Алиса в Огледалния свят“ (1871). Двете части са написани за истинско момиче, с което Луис Карол се запознава, когато то е на четири години. Момиченцето се казва Алиса и е дъщеря на декана на колежа, в който преподава.

## Биография
Луис Карол е роден на 27 януари 1832 г. в Деърсбъри, графство Чешър, Англия.
Първите си литературни стъпки прави в семейното списание „Миш-маш“, което издава от 1855 до 1862 г. за забавление на близките си. „На лов за Снарк“ (1876) е един от шедьоврите му, който излиза за пръв път на български език. В тази ексцентрична поема странен екипаж от осмина джентълмени, един бобър и един ботуш тръгват на лов за нечуван, но много страшен, подозрително вкусен и крайно коварен звяр. Поемата се счита за едно от върховите постижения на английския стихотворен „нонсенс“. 
Умира от пневмония след грип, на 14 януари 1898 г. в Гилдфорд, графство Съри.

### Художествена литература
- La Guida di Bragia, a Ballad Opera for the Marionette Theatre (около 1850)
- A Tangled Tale
- Alice's Adventures in Wonderland /Алиса в Страната на чудесата/ (1865)
- Facts (поема)
- Rhyme? And Reason? (публикувано и под заглавието Phantasmagoria)
- Pillow Problems
- Sylvie and Bruno
- Sylvie and Bruno Concluded
- Three Sunsets and Other Poems (1898)
- Through the Looking-Glass, and What Alice Found There (съдържа "Jabberwocky" и "The Walrus and the Carpenter") (1871)
- The Hunting of the Snark /На лов за Снарк/ (1876)
- What the Tortoise Said to Achilles (1895)

### Съчинения по математика
- A Syllabus of Plane Algebraic Geometry (1860)
- The Fifth Book of Euclid Treated Algebraically (1858 and 1868)
- An Elementary Treatise on Determinants, With Their Application to Simultaneous Linear Equations and Algebraic Equations
- Euclid and his Modern Rivals (1879)
- Symbolic Logic Part I
- Symbolic Logic Part II (публикувано посмъртно)
- The Alphabet Cipher (1868)
- The Game of Logic (1887)
- Curiosa Mathematica I (1888)
- Curiosa Mathematica II (1892)
- The Theory of Committees and Elections, събрано, редактирано, снабдено с коментари и публикувано през 1958 г. от Duncan Black

### Други произведения
- Some Popular Fallacies about Vivisection
- Eight or Nine Wise Words About Letter-Writing
- Notes by an Oxford Chiel